# УНАМ Пумас
«Клуб Універсидад Насьональ А.К.» (ісп. Club Universidad Nacional A.C) — офіційна назва мексиканського футбольного клубу із столиці країни — Мехіко, яка майже не вживається. Здебільшого клуб називають УНАМ «Пумас» (ісп. Pumas de la UNAM), УНАМ та «Пумас». Одна з найтитулованіших та найпопулярніших команд країни.

## Історія
В 1937 році керівництво ліги відхилило заявку на участь у чемпіонаті футбольної команди Національного автономного університету Мексики. Лише в 1954 році клуб набув професіонального статусу і розпочав грати в лізі де Ассенсо. З сезону 1962/63 грає у вищому дивізіоні - Прімері. Перший трофей був виграний під керівництвом угорського фахівця Арпада Фекете - Кубок Мексики 1975. Через два роки, у фіналі чемпіонату, «Пумас» був сильнішим за «Універсідад» (Гвадалахара). Вирішальний м'яч забив бразильський форвард Кабіньо. В той час дуже потужно виглядала атакуюча ланка УНАМа: Мунанте - Санчес -  Кабіньо. Наступного сезону головним тренером був призначений колишній гравець клубу - Бора Мілутінович. В 1980 у фінальній групі кубка чемпіонів КОНКАКАФ перемагає суринамський «Робін Гуд» (3:0; Уго Санчес-2, Рікардо Феретті) та гондураський «Універсидад» (2:0; Уго Санчес, Рікардо Феретті) і здобуває свій перший міжнародний кубок. Наступного року тричі грав з уруграйським «Насьоналем» у фіналі міжамериканського кубка - 3:1, 1:3 та 2:1. У цьому сезоні друга перемога у національному чемпіонаті та від'їзд до Європи легенди клуба - Уго Санчеса. У фіналі кубка чемпіонів 1982 перший матч з суринамським «Робін Гудом» закінчився внічию (0:0). У другому перемога 3:2 (Рікардо Феретті-2, Луїс Флорес).  У складі збірної на чемпіонаті світу 1986 беруть участь шість футболістів УНАМа. Через сім років «Пумас» здобуває третій кубка чемпіонів. У фіналі один з м'ячів забив воротар Хорхе Кампос. У 2000 році до клубу повертається тренером Уго Санчес і в 2004 виграє два чемпіонати поспіль. Наступного року, у фіналі південноамериканського кубка, обидва матчі з «Бока Хуніорс» закінчилися внічию (1:1, 1:1). У серії післяматчевих пенальті переміг аргентинський клуб.
Перед початком сезону 2012/13  УНАМ «Пумас» займає сьому сходинку у зведеній таблиці чемпіонатів Мексики за набраними очками. За кількістю проведених сезонів - восьма. 
У рейтингу найкращих клубів Центральної та Північної Америки 20-го століття займає 13 місце. 
У рейтингу найкращих клубів світу за версією IFFHS на  31 грудня 2012 посідає 133 місце. 

## Титули та досягнення

### На міжнародній арені
- Володар кубка чемпіонів КОНКАКАФ (3): 1980, 1982, 1989
- Володар міжамериканського кубка (1): 1981
- Фіналіст кубка чемпіонів КОНКАКАФ (1): 2005
- Фіналіст південноамериканського кубка (1): 2005

### В Мексиці
- Чемпіон (7): 1977, 1981, 1991, 2004(К), 2004(А), 2009(К), 2011(К)
- Віце-чемпіон (6): 1968, 1978, 1979, 1985, 1988, 2007(А)
- Володар кубка (1): 1975
- Володар суперкубка (2): 1975, 2004

## Тренери-переможці
| Тренер             | Кількість | Виграні трофеї                                                                         |
| ------------------ | --------- | -------------------------------------------------------------------------------------- |
| Бора Мілутінович   | 4         | Кубок чемпіонів КОНКАКАФ 1980, 1982 Міжамериканський кубок 1981 Чемпіонат Мексики 1981 |
| Уго Санчес         | 3         | Чемпіонат Мексики 2004(К), 2004(А) Суперкубок Мексики 2004                             |
| Хорхе Марік        | 2         | Чемпіонат Мексики 1977 Суперкубок Мексики 1975                                         |
| Мігель Мехіа Барон | 2         | Кубок чемпіонів КОНКАКАФ 1989 Чемпіонат Мексики 1991                                   |
| Арпад Фекете       | 1         | Кубок Мексики 1975                                                                     |
| Рікардо Феретті    | 1         | Чемпіонат Мексики 2009(К)                                                              |
| Гільєрмо Васкес    | 1         | Чемпіонат Мексики 2011(К)                                                              |

## Найкращі бомбардири чемпіонату Мексики
Найвлучніший форард клубу у чемпіонатах - Кабіньо (151 забитий м'яч). 
- 4 -  Кабіньо: 1976 (29), 1977 (34), 1978 (33), 1979 (26)
- 2 -  Луїс Гарсія: 1991 (26), 1992 (24)
- 1 -  Альберто Ечеверрія: 1964 (20)
- 1 -  Уго Санчес: 1979 (26)
- 1 -  Луїс Флорес: 1988 (24)
- 1 -  Хесус Олалде: 1999 З (15)
- 1 -  Бруно Маріоні: 2004 К (16)

## Найвідоміші гравці
- Аарон Паділья (1962-1972, 1974-1975) — нападник, за збірну 55 матчів (8 голів).
- Енріке Борха (1964-1969) — нападник, за збірну 65 матчів (31 гол).
- Бора Мілутінович (1972-1977) — відомий тренер.
- Кабіньо (1974-1979) — нападник. Найкращий бомбардир клубу та чемпіонатів Мексики.
- Уго Санчес (1976-1981) — найкращий футболіст КОНКАКАФ XX століття.
- Хуан Мунанте (1976-1980) — півзахисник, за збірну 48 матчів (6 голів).
- Рікардо Феретті (1978-1985,  1987-1988) — нападник (182 голи в Прімері), а згодом тренер.
- Мігель Еспанья (1978-1994, 2001-2004) — півзахисник, за збірну 81 матч (2 голи).
- Мануель Негрете (1979-1990) — півзахисник, за збірну 57 матчів (12 голів).
- Луїс Флорес (1980-1988) — нападник, за збірну 62 матчі (29 голів).
- Альберто Гарсія Аспе (1984-1991) — півзахисник, за збірну 109 матчів (21 гол).
- Луїс Гарсія (1985-1991) — нападник, за збірну 79 матчів (29 голів).
- Серхіо Берналь (1988-2010) — воротар, понад 20 років у клубі.
- Клаудіо Суарес (1988-1996) — захисник, за збірну 178 матчів (6 голів).
- Хорхе Кампос (1988-1995, 1998-2001) — воротар, за збірну 129 матчів.
- Хоакін Бельтран (1996-2006) — захисник, за збірну 17 матчів.
- Ісраель Кастро (2002-2011) — захисник, за збірну 47 матчів (1 гол).
- Хоакін Ботеро (2003-2006) — нападник, за збірну 48 матчів (20 голів).
- Пабло Баррера (2005-2010) — нападник, за збірну 46 матчів (6 голів).